# Kirszbrauns sats
Inom matematik, speciellt inom reell analys och funktionalanalys, är Kirszbrauns sats ett resultat som säger att om U är en delmängd av ett Hilbertrum H1, H2 är ett annat Hilbertrum, och
f : U → H2
är Lipschitzkontinuerlig funktion, då finns det en Lipschitzkontinuerlig funktion
F: H1 → H2
som utvidgar f och har samma Lipschitzkonstant som f.
För en funktion med värden i R ges utvidgningen av {\displaystyle {\tilde {f}}(x):=\inf _{u\in U}f(u)+{\text{Lip}}(f)\cdot |x-u|,} där {\displaystyle {\text{Lip}}(f)} är Lipschitzkonstanten av f.
Satsen bevisades av Mojżesz David Kirszbraun.